# Кенеш
Кенеш — представительный орган местного самоуправления, избираемый гражданами Кыргызстана сроком на пять лет.

## Уровни
- аильные кенеши
- поселковые кенеши
- городские кенеши (городов районного и областного значения)

## Численность
- Бишкекский городской кенеш — 30-45 чел.
- городские областного значения кенеши — 15-30 чел.
- городские районного значения кенеши — 11-21 чел.
- аильные, поселковые кенеши — 9-21 чел.

## Функции
Являются юридическими лицами и вправе самостоятельно решать любые вопросы, отнесенные законодательством к их компетенции. Решения кенеша издаются в форме постановления и подписываются председателем кенеша. Для осуществления исполнительной власти в аиле, посёлке при аильном, поселковом кенешах создается айыл окмоту, который оказывает содействие депутатам аильного и поселкового кенешей в осуществлении ими своих полномочий.